# کراییشنیتسی (لوزنیتسا)
کراییشنیتسی (به صربی: Krajišnici) یک منطقهٔ مسکونی در صربستان است که در لوزنیسا واقع شده‌است. کراییشنیتسی ۱٬۰۴۸ نفر جمعیت دارد.